# تشارلي هاريس
تشارلي هاريس (بالإنجليزية: Charlie Harris)‏ هو لاعب كرة قاعدة أمريكي، ولد في 21 أكتوبر 1877 في ماكون في الولايات المتحدة، وتوفي في 14 مارس 1963 في غينزفيل في الولايات المتحدة.

## وصلات خارجية
- تشارلي هاريس على موقع دوري كرة القاعدة الرئيسي (الإنجليزية)
- تشارلي هاريس على موقعبيزبول رفرنس.كوم (الدوري الرئيسي) (الإنجليزية)
- تشارلي هاريس على موقع إي إس بي إن.كوم (أم.أل.بي) (الإنجليزية)
- تشارلي هاريس على موقع مشجعي الرسوم البيانية (الإنجليزية)